# Roodwangboszanger
De roodwangboszanger (Abroscopus albogularis) is een vogel in de familie van de Cettiidae.

## Verspreiding en leefgebied
Het dier is te vinden in Bangladesh, Bermuda, Bhutan, China, India, Laos, Myanmar, Nepal, Taiwan, Thailand en Vietnam. Zijn natuurlijke habitat is subtropisch of tropisch laagland en vochtige bossen.
De soort telt 3 ondersoorten:
- A. a. albogularis: van de oostelijke Himalaya tot Yunnan en westelijk Myanmar.
- A. a. hugonis: noordelijk en oostelijk Myanmar en noordwestelijk Thailand.
- A. a. fulvifacies: zuidelijk en zuidoostelijk China, noordelijk en centraal Indochina.